# Michael Maximilian Lake
Michael Maximilian Lake (* 26. Februar 1987 in Bocholt) ist ein deutscher Volleyball- und Beachvolleyballspieler.

## Karriere
Lake begann seine Karriere in seiner Heimatstadt Bocholt. Nach zahlreichen Erfolgen bei Westdeutschen Meisterschaften wurde er 2001 zunächst in den Auswahlkader Nordrhein-Westfalens berufen und ein Jahr später für die Jugend-Nationalmannschaft der Halle nominiert. In diesem Jahr debütierte Lake im Trikot der TuB Bocholt in der 2. Bundesliga Nord. 2004 wechselte er zum Volleyball-Internat Frankfurt und spielte in der A-Jugend für den Moerser SC. Außerdem nahm er 2005 an der Junioren-Europameisterschaft in Riga teil, wo er gemeinsam mit der deutschen Nationalmannschaft den zehnten Platz erreichte. Im darauffolgenden Jahr wechselte er erst zum VC Olympia Berlin und später in die A-Jugend des TV Hörde. Darüber hinaus wurde er 2006 zum Kapitän der Junioren-Nationalmannschaft ernannt und nahm mit dieser an der Europameisterschaft in Kasan teil, wo er auf dem neunten Platz landete. Außerdem wurde er in den Kader der U23 Beachvolleyball-Nationalmannschaft berufen. 2007 wurde Lake mit dem TV Hörde Deutscher Meister der A-Jugend. Zur kommenden Spielzeit entschied er sich dann für den TV Rottenburg aufzulaufen, mit dem er 2008 Meister und 2010 Vizemeister in der 2. Bundesliga Süd wurde. Schließlich qualifizierte sich die Mannschaft zur Rückrunde für die 1. Bundesliga. Nach einigen Verletzungen wechselte er 2011 zum TSV Georgii Allianz Stuttgart in die 2. Bundesliga Süd. Ein Jahr später kehrte Lake zu seinem Heimatverein TuB Bocholt zurück und ging 2013 als erster Meister der Dritten Liga West in die Geschichte des Volleyballs ein. In der Spielzeit 2013/14 landete er auf dem zehnten Platz der 2. Bundesliga Nord. Seit 2016 spielt Lake beim TuS Mondorf in der Regionalliga West und erreichte in der Saison 2016/17 den Meistertitel und den Aufstieg in die 3. Liga.

## Privates
Michael Maximilian Lake ist verheiratet und hat ein Kind. Er absolvierte von 2008 bis 2010 eine Ausbildung zum Industriekaufmann bei der Firma Walter Knoll.